# Roguelike

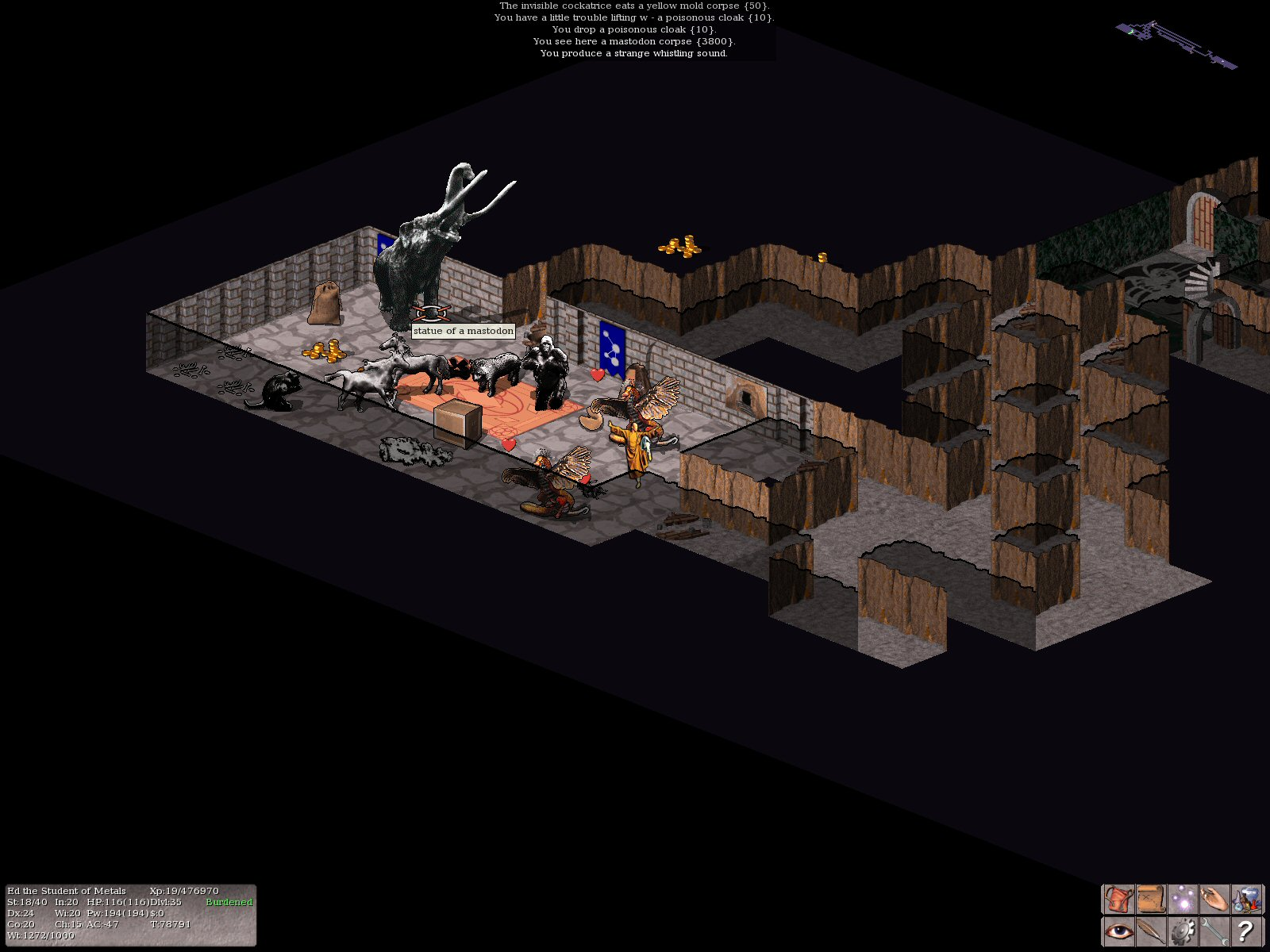
Snímek obrazovky hry Falcon's Eye

Roguelike je označení jednoho z nejstarších herních žánrů videoher. Dnes se dá považovat za subžánr RPG, i když původně se jedná o prvotní implementace tohoto druhu her na výpočetních systémech. Prvním úspěšným pokusem vytvořit videoherní obdobu stolních her na hrdiny byla roku 1980 hra Rogue. Roguelike hry jsou, jak jejich označení napovídá, hry jí podobné. Hra Rogue obsahuje několik výrazných designových konceptů, které se staly charakteristické pro Roguelike herní žánr.

## Implementace RPG
Implementace stolních RPG do videoherní podoby si s sebou nesla různé změny. V případě Roguelike žánru je to především změna z hry kolektivní na hru pro jednoho hráče. Tzv. pána jeskyně, který řídil hru, nahradil počítač a dobrodružství se účastnil jen jeden hráč, který řídil jen jednu postavu. V pozdějších letech vznikaly i pokusy o multiplayerové verze Roguelike her.
Na druhou stranu byly v Roguelike hrách mnohé věci ze stolních her zachovány. Například pravidla simulující hody různostěnnými hracími kostkami, čtverečkované mapy, tahový charakter boje i pohybu.

## ASCII grafika
V případě Rogue byla ASCII grafika technická nutnost, protože terminálový stav tehdejší výpočetní techniky neumožňoval lepší řešení. Např. hráče představuje znak @, schody dolů jsou znak >, schody nahoru <, nepřátelé jsou různá malá a velká písmena abecedy( w je worm, D je dragon a tak podobně). Toto symbolické vyjádření se ukázalo být natolik silné, že se používalo i v době, kdy už to nebylo technickou nutností a používá se dodnes, i když ne výhradně.
První nevábné pokusy přinést bitmapovou grafiku do Roguelike her se začaly objevovat někdy na přelomu tisíciletí a jednalo se o primitivní nahrazení ASCII znaků bitmapovými sprity o stejných velikostech. Ukázalo se ale, že jsou příliš malé, aby byly srozumitelné a přehledné. Při jejich zvětšení se zmenšil výřez viditelné mapy a hra opět ztrácela na přehlednosti a atmosféře. Z praktických důvodů se tedy i na moderních systémech s grafickým rozhraním emuloval textový terminál a nadále se hrálo v pseudo ASCII grafice. Mělo to výhody. Třeba hraní v několika oknech, lepší možnost výběru fontu a velikosti znaků a hlavně práci s barvami.
Moderní technologie později přinesly velké obrazovky s jemným rozlišením a levné nástroje pro snadnou tvorbu 3D grafiky, takže 2D nebo isometrická 3D grafika začala pronikat i do Roguelike her. Byť jen jako volitelná záležitost s možností přepnout zpět do ASCII.

## Procedurálně generované levely
V případě hry Rogue byl procedurálně generovaný obsah další nutností způsobenou tehdejším nedostatkem paměti. Každé nové podlaží je po hráčově vstupu náhodně vygenerováno a smazáno z paměti potom, co ho hráč opustí.
Navzdory několika pokusům o implementaci předem vytvořených levelů, je tento koncept pro Roguelike hry typický dodnes. Ačkoliv se původně jednalo pouze o technickou nutnost, ukázal se tento prvek být klíčovým pro zachování atmosféry Roguelike her. Nabízí hráčům vysokou znovuhratelnost a radost z objevování.

## Identifikace předmětů
Znovuhratelnost je podpořena i konceptem identifikace předmětů. Hráči po nalezení nového předmětu (např. modrého lektvaru) nejsou známy jeho účinky a musí ho nejprve nějakým způsobem identifikovat (použitím onoho předmětu, za pomoci kouzel nebo jeho prodáním). Po identifikaci budou objevené vlastnosti platit pro každý modrý lektvar, se kterým daná postava přijde do styku. Po smrti postavy a zahájení nové hry se obecné a konkrétní informace znovu promíchají, takže modrý lektvar může představovat něco jiného a hráč musí znovu investovat do jeho identifikace.
Tento koncept je dále rozpracován a propojen se systémem RPG her. Existují např. silné a slabé identifikace, pseudo identifikace atd.

## Permanentní smrt
Permanentní smrt znamená, že postava již nemůže po své smrti být obnovena a to ani nahráním uložené pozice. Hráči nezbývá, než začít hrát znovu od začátku. To má velký vliv na atmosféru hry. Hráč se o postavu reálně bojí a chová se značně opatrně. Za chybu může zaplatit ztrátou spousty úsilí a mnoha hodin hraní.

## Nekomerční charakter
Roguelike hry si dlouho držely charakter volně šiřitelných her, a to včetně zdrojových kódů. To vedlo k řetězení a rozdvojování projektů, jejich vzájemnému soupeření i obohacování. Výsledkem je velmi variabilní scéna a zároveň dlouhodobý kontinuální vývoj řady projektů a tím i vysoká komplexnost a odladěnost herních mechanismů.
Záhy po Rogue vznikla roku 1983 na VMS jemu podobná hra Moria (podle Tolkienovy Morie). Hra se několik let vylepšovala a vyvíjela a roku 1987 byla portována na UNIXy jako UMoria. I UMoria se dále vylepšovala a vyvíjela, až z její verze 5.2.1 v roce 1990 vznikla hra Angband. Historie se opakuje a z Angbandu 2.8.1 vzniká ZAngband, který z Tolkienovy Středozemě přechází tematicky na Amber Rogera Zelaznyho. Ze ZAngbandu 2.2.0 vzniká PernAngband, který se zase inspiruje Drakeny z Pernu od Anne McCafrey. Zasahuje Ubisoft, který vlastní práva k této značce a PernAngband se přejmenovává na ToME (Troubles of Middle Earth) a vrací se zpět k Tolkienovi.
Tady vidíme 20 let kontinuálního vývoje Roguelike hry s kořeny na počátku osmdesátých let. Dnes je možno si Rogue, Angband a další roguelike zahrát i na Androidu.